# Općinska nogometna liga Zadar 1990./91.
Općinska nogometna liga Zadar je bila liga šestog stupnja nogometnog prvenstva Jugoslavije u sezoni 1990./91. 

Sudjelovalo je deset klubova, a prvak je bila momčad  "NOŠK-a" iz Novigrada. 

## Ljestvica
| mj. | klub                    | ut.                      | pob.                     | ner.                     | por.                     | gol+                     | gol-                     | bod                      |
| --- | ----------------------- | ------------------------ | ------------------------ | ------------------------ | ------------------------ | ------------------------ | ------------------------ | ------------------------ |
| 1.  | NOŠK Novigrad           |                          |                          |                          |                          |                          |                          | 32                       |
| 2.  | Zemunik (Zemunik Donji) |                          |                          |                          |                          |                          |                          | 26                       |
| 3.  | Smoković                |                          |                          |                          |                          |                          |                          | 25                       |
| 4.  | Puntamika Zadar         |                          |                          |                          |                          |                          |                          | 16                       |
| 5.  | Gorica                  |                          |                          |                          |                          |                          |                          | 16                       |
| 6.  | Polača                  |                          |                          |                          |                          |                          |                          | 12                       |
| 7.  | Rudar Obrovac           |                          |                          |                          |                          |                          |                          | 12                       |
| 8.  | Zlatna luka Sukošan     |                          |                          |                          |                          |                          |                          | 11                       |
| 9.  | Borac Smilčić           |                          |                          |                          |                          |                          |                          | 8                        |
|     | Lasta Donje Biljane     | isključeni iz natjecanja | isključeni iz natjecanja | isključeni iz natjecanja | isključeni iz natjecanja | isključeni iz natjecanja | isključeni iz natjecanja | isključeni iz natjecanja |

## Rezultatska križaljka
| kratica | klub                    | GOR | BOR | NOŠK | POL | PUN | RUD | SMO | ZEM | ZLL | LAS |
| --- | ----------------------- | --- | --- | ---- | --- | --- | --- | --- | --- | --- | --- |
| GOR | Gorica                  |     |     |      |     |     |     |     |     |     |     |
| BOR | Borac Smilčić           |     |     |      |     |     |     |     |     |     |     |
| NOŠK | NOŠK Novigrad           |     |     |      |     |     |     |     |     |     |     |
| POL | Polača                  |     |     |      |     |     |     |     |     |     |     |
| PUN | Puntamika Zadar         |     |     |      |     |     |     |     |     |     |     |
| RUD | Rudar Obrovac           |     |     |      |     |     |     |     |     |     |     |
| SMO | Smoković                |     |     |      |     |     |     |     |     |     |     |
| ZEM | Zemunik (Zemunik Donji) |     |     |      |     |     |     |     |     |     |     |
| ZLL | Zlatna luka Sukošan     |     |     |      |     |     |     |     |     |     |     |
| LAS | Lasta Donje Biljane     |     |     |      |     |     |     |     |     |     |     |
| |                         |     |     |      |     |     |     |     |     |     |     |
| podebljan rezultat - utakmice od 1. do 9. kola (1. utakmica između klubova) rezultat normalne debljine - utakmice od 10. do 18. kola (2. utakmica između klubova) rezultat nakošen - nije vidljiv redoslijed odigravanja međusobnih utakmica iz dostupnih izvora rezultat nakošen i smanjen * - iz dostupnih izvora nije uočljiv domaćin susreta prekrižen rezultat - poništena ili brisana utakmica p - utakmica prekinuta 3:0 p.f. / 0:3 p.f. - rezultat 3:0 bez borbe n.i. - nije igrano |                         |     |     |      |     |     |     |     |     |     |     |

 Izvori: